# Iglesia de Nuestra Señora de la Consolación (Azuaga)
La iglesia de Ntra. Sra. de la Consolación, también conocida como la parroquia de Nuestra Señora de la Consolación de Azuaga, es la iglesia parroquial de Azuaga, pueblo situado en el extremo sudoriental de la provincia de Badajoz, España, muy cerca del límite con la provincia de Córdoba en la zona llamada la campiña sur. En cuanto estilo, es el templo más importante de la provincia y en cuanto a extensión solo es superada por la catedral de Badajoz. Teniendo en cuenta que la población de Azuaga es de unas 8 000 personas hay que valorar la importancia que tiene este templo para la población. Empezó a construirse en 1511, se terminó a principios del siglo XVI, en 1538, fecha que aparece en la escalera de subida al coro y puede ser la de finalización de las obras de la iglesia, la cual fue declarada «Monumento de interés histórico-artístico» en 1992.

## El templo
El estilo es gótico isabelino con detalles platerescos, manuelinos y renacentistas. El retablo mayor, que se quemó en un incendio en el siglo XIX, es una copia del que tenía originalmente. La pila bautismal, de estilo morisco es de un tipo de barro que luego se vidrió en color verde. Pertenece al siglo XV o XVI y se fabricó un alfarero de  Triana. En todo el mundo, existen solamente tres iguales: la de este templo; otra en Sevilla y la tercera en Nueva York (Estados Unidos).
No se sabe con certeza quién es el autor, pero hay desechar las opiniones de quienes consideran que la obra es de Alonso Berruguete pues si hubiera sido así habrían quedado documentos que certificaran tal hecho. Algunos detalles similares a la antigua colegiata de Zafra dan pie a suponer que fue Juan García de las Liebes el que dirigió la obra.
Tiene tres naves paralelas formando un rectángulo de 54 m de longitud por 22 m de anchura, ábside poligonal y con sacristía al lado derecho. En la nave izquierda hay tres capillas. Los materiales básicos que se emplearon en la construcción fueron el ladrillo y el granito. Este último se empleó en sillares bien escudrados para las partes que soportan el mayor peso de la estructura como son los pilares, contrafuertes, nervios de las bóvedas y para la torre. El ladrillo se utilizó como elemento separador entre partes de los muros y como decoración. Desde el exterior se observa que la fachada principal tiene cinco cuerpos muy bien definidos. La torre del campanario está a los pies y tiene de 34 m de altura. Para acceder al campanario hay que hacerlo por una escalera circular de 98 escalones, lugar donde están las campanas; otra escalera continúa hasta llegar a una azotea que tiene un templete que alberga el reloj.

## El interior del templo
El templo tiene tres naves de arco ojival con pilares de piedra que tienen adornos longitudinales convexos. La nave central es la de mayor altura con seis tramos de bóvedas y es la anexa a la del altar mayor con forma de estrella de ocho puntas. Las naves laterales están cubiertas por bóvedas de crucería muy sencillas. La capilla mayor, donde está la Virgen de la Consolación, tiene menor altura que las demás y está cubierta también por bóveda de crucería.
El coro está sobre un arco y bóveda rebajados. En la zona frontal está la Cruz de Santiago y las Llaves de San Pedro con un gran friso que tiene en el medio el escudo de la Virgen y a los lados cuatro medallones con los símbolos de los cuatro evangelistas. Junto al antepecho está una balaustrada de estilo plateresco.

## Emplazamiento en el pueblo
Está en la esquina que forma la calle de la Iglesia a la que da su portada principal, la Plaza de Sarasate, que da a una portada lateral, precisamente la del lado del Evangelio, y a la calle Carmen que da al altar mayor de la Iglesia. La planta de la Iglesia forma un rectángulo de 54 m de longitud por 22 m de anchura. Desde el exterior se aprecian claramente los cinco cuerpos, muy bien definidos, que tiene la Iglesia. Está situada en las proximidades de la antigua muralla y al castillo de Miramontes y fue uno de los puntos desde donde empezó el desarrollo de la población y su desarrollo urbanístico. Al contrario de lo que ocurre con las calles con la de los barrios situado entre los alrededores de la iglesia y el castillo, que constituían la antigua morería de Azuaga, el desarrollo hacia la parte más llana y opuesta a la morería, las calles son rectas y con buena urbanización.

## Estructura principal de la iglesia
La iglesia tiene cinco cuerpos perfectamente definidos:

### Primer cuerpo
Es el que mejor está decorado y con ricos materiales y está dividido en sentido vertical por dos estribos profusamente decorados por lo que este cuerpo tiene tres espacios semiindependientes o, al menos, bien definidos. En una hornacina situada en el centro contiene, bajo un dosel a la Virgen titular de la iglesia y dos ángeles a cada lado adornados con filacterias. El conjunto lo corona un piñón o gablete a modo de frontón triangular coronado por un gran florón, un adorno hecho a modo de flor muy grande que es utilizado en pintura y arquitectura; es el motivo ornamental que decora los remates de los piñones o gabletes, los doseletes, etc.
Entre el primer y segundo cuerpo está la siguiente inscripción: Azuaga por su bondad me fizo con bo (escudo) en zelo dios le de el reyno del cielo amen.

### Segundo cuerpo
Llega hasta la altura de la nave central y está decorado en el frente y los costados con ocho fustes (fuste es la parte de la columna que se encuentra entre el capitel y la basa), adosados, con decoración de bolas. En el centro de este segundo cuerpo hay una ventana de arco apuntado, con antepecho y timpanillo con preciosa labor de crestería, que es un motivos ornamentales y adornos, principalmente del tipo vegetal o geométrico, repetidos en serie, habitualmente de estructura calada, que coronan la parte alta de un edificio o una techumbre. En el intradós hay una orla de rosetas y superpuesto un escudo.

### Tercer cuerpo
Tiene arcos de medio punto con un mainel o parteluz, elemento arquitectónico sustentante, en forma de columna o pilar, que se dispone en el centro del vano de un arco, «partiendo» la «luz» de ese vano, es decir, dividiéndolo en dos vanos. Este tercer cuerpo lo remata una cornisa que se abre en el centro para acoger un escudo con los lirios de Santa María. También dispone de otra ventana con parteluz de mármol.

### Cuarto cuerpo
Este cuerpo es el de las campanas con un balcón que lo rodea. La fachada principal tiene tres arcos de medio punto con el arco central mayor que sus adyacentes; cada uno de los arcos tiene una campana y las columnas que las separan son sencillas y lisas, sin embellecimiento alguno excepto las extremas que están rematadas por gárgolas. En cada fachada lateral hay un solo arco en cada una, uno con una campana y el otro vacío. La fachada trasera tiene dos arcos sin campanas y sin ninguna otra decoración. Todo el cuarto cuerpo está rematado por una cornisa con antepecho decorada con formas humanas.

### Quinto cuerpo
Tiene cuatro arcos de medio punto que forman una especie de templete que aloja la campana del reloj.